# 帕尔珀赛
帕尔珀赛（法語：Parpeçay，法語發音：[paʁpəsɛ]）是法国安德尔省的一个旧市镇，位于该省北部，属于伊苏丹区。2016年1月1日，帕尔珀赛和相邻的另外2个市镇合并为新市镇瓦勒富宗（Val-Fouzon）。

## 地理
帕尔珀赛（47°12'28"N, 1°39'8"E）面积14.55 平方千米，位于法国中央-卢瓦尔河谷大区安德尔省，该省份为法国中部省份，北起卢瓦-谢尔省，西北接安德尔-卢瓦尔省，西南接维埃纳省，南至克勒兹省和上维埃纳省，东临谢尔省。
与帕尔珀赛接壤的市镇（或旧市镇、城区）包括：沙布里、纳翁河畔梅讷图、普莱讷、圣塞西尔、桑布勒赛、瓦勒富宗。
帕尔珀赛的时区为UTC+01:00、UTC+02:00（夏令时）。

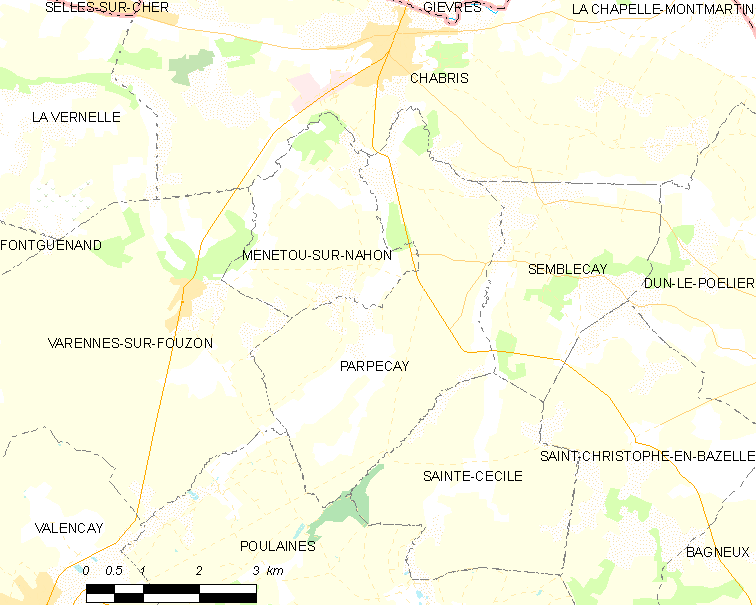
帕尔珀赛的OSM定位图

## 行政
帕尔珀赛的邮政编码为36210，INSEE市镇编码为36151。

## 政治
帕尔珀赛所属的省级选区为瓦朗赛县。

## 人口

1962-2008年间帕尔珀赛人口变化图示

帕尔珀赛于2018年1月1日时的人口数量为222人。